# Rudolf Marloth

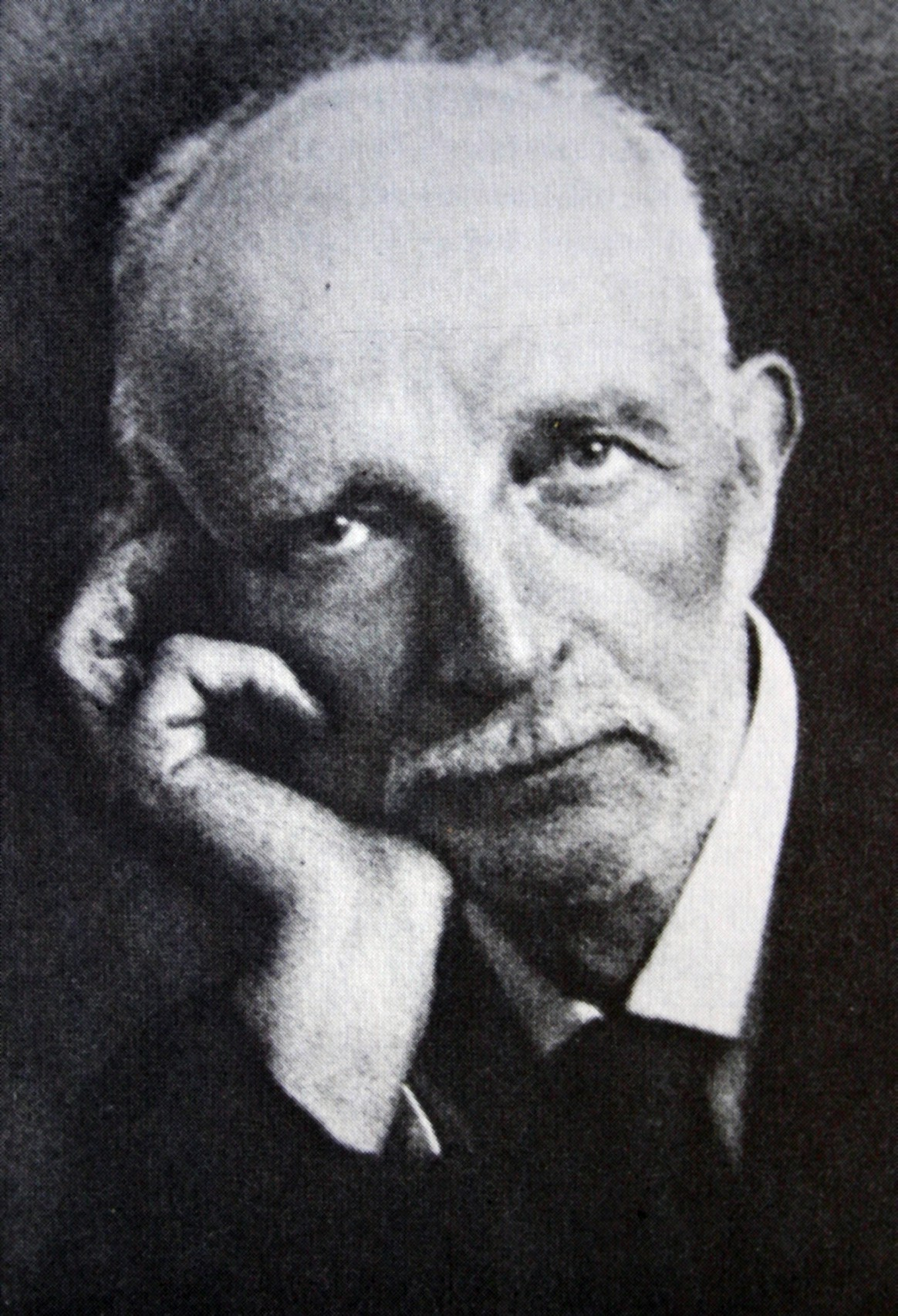
Rudolf Marloth

Hermann Wilhelm Rudolf Marloth (* 28. Dezember 1855 in Lübben; † 15. Mai 1931 in Caledon, Südafrika) war ein deutsch-südafrikanischer Botaniker, Apotheker und Chemiker. Bekanntheit erlangte er durch die Erforschung der Kapflora. Sein offizielles botanisches Autorenkürzel lautet „Marloth“.

## Leben
Rudolf Marloth erlernte von 1873 bis 1876 in Lübben (Spreewald) den Beruf des Apothekers. Anschließend arbeitete er in verschiedenen Apotheken in Deutschland und der Schweiz. Von 1880 bis 1881 studierte er Pharmazie an der Universität Berlin. 1883 wurde er mit der Studie Über mechanische Schutzmittel der Samen gegen schädliche Einflüsse von aussen an der Universität Rostock promoviert.
Am 30. Dezember 1883 kam er nach Kapstadt, wohin er von seinem mittlerweile dort lebenden Schulfreund eingeladen worden war. 1883 war er als Apotheker für die Firma Wentzel und Schleswig beschäftigt. Er war von Kapstadt und dem Tafelberg begeistert, legte umgehend eine Pflanzensammlung an und bereiste bald auch weiter entfernte Orte wie Klein Winterhoek, Du Toits Peak, Bainskloof und Sneeukop. In dieser Zeit betrieb er ein eigenes Geschäft in Kapstadt. In Kimberley war er Stellvertreter des dortigen Apothekers.
In den Jahren 1885 und 1886 begab er sich auf Sammelexpeditionen nach Kuruman in der heutigen Provinz Northern Cape und nach Deutsch-Südwestafrika, wo er Aus, Lüderitz Bay, Walvis Bay, Usakos, Ubib, Karibib, Otjimbingwe und Okahandja besuchte. Viele seiner Präparate wurden unter dem Titel Plantae Marlothiana von Adolf Engler in Berlin beschrieben.
1888 wurde er von der chemischen Fakultät des Victoria College beschäftigt, wo er von 1889 bis 1892 eine Professur innehatte. Anschließend lehrte er an der Elsenburg Agricultural School und war beratender Chemiker in Kapstadt. 1891 heiratete er Marian van Wyk aus Clanwilliam.
Andreas Franz Wilhelm Schimper war Teilnehmer an der Tiefsee-Expedition unter Leitung von Carl Chun, die 1898 bis 1899 mit dem Dampfer Valdivia den Atlantischen und Indischen Ozean bereiste. Im Zug dieser Expedition unternahm er 1898 mit Marloth Sammelexpeditionen auf den Pässen des Montagu und des Swartberge sowie nach Knysna. Schimper erkrankte in Daressalam an Malaria und starb 1901, ohne die Geobotanik der Kap-Halbinsel für den Bericht der Tiefsee-Expedition geschrieben zu haben. Marloth wurde gebeten, einen Beitrag zur Pflanzengeographie des Kap zu schreiben. Für diese Aufgabe unternahm Marloth Reisen in die Cederberge, Gifberg, Koue Bokkeveld, Region Swartruggens und nach Südrhodesien. Im Bericht erschienen dann von Schimper die Kapitel Gebiet der Hartlaubgehölze und Der Knysnawald.

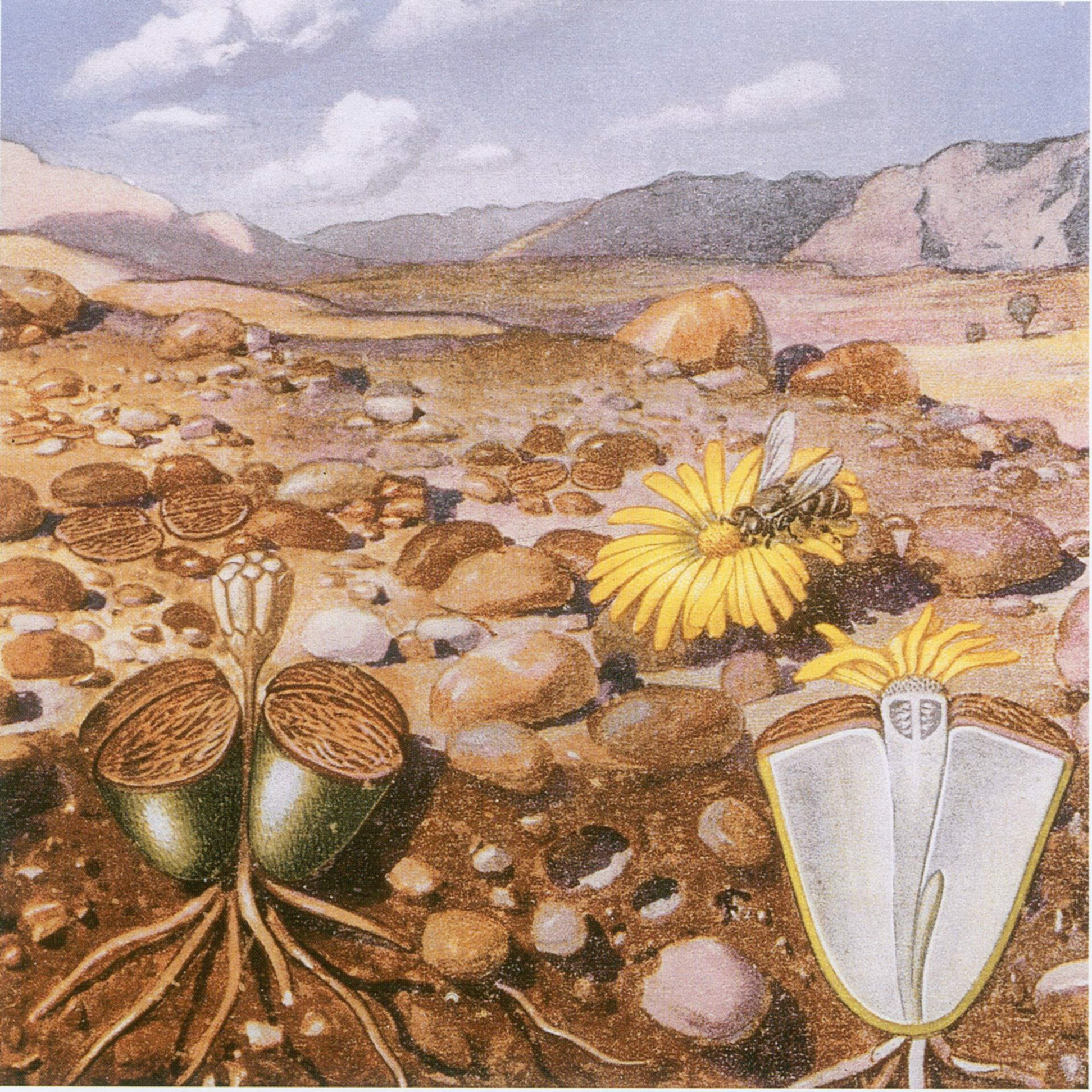
Abbildung von Lithops aus The Flora of South Africa

Bei einem Besuch in Südafrika beauftragte Florence Phillips Rudolf Marloth mit dem Erstellen seiner Flora of South Africa, ein Werk in vier Bänden, das von 1913 bis 1932 veröffentlicht wurde und reichhaltig mit Bildern ausgestattet ist (180 Farb- und 96 Schwarzweißtafeln sowie 458 Abbildungen im Text).
Nach Marloth wurden die drei Pflanzengattungen Marlothia (heute Helinus), Marlothiella und Marlothistella, dutzende Pflanzenarten (darunter Aloe marlothii) sowie der Marloth Nature Reserve und der Marloth Park benannt. 2024 wurde der Rudolf-Marloth-Weg in Lübben nach ihm benannt.

## Werke
- Rudolf Marloth: Über mechanische Schutzmittel der Samen gegen schädliche Einflüsse von aussen. Dissertation, Universität Rostock, 1883 (Digitalisat)
- Henry Edmonds und Rudolf Marloth: Elementary botany for South Africa. Theoretical and practical. Longmans, Green & Co., London, New York und Bombay 1897 (Digitalisat)
- Rudolf Marloth: Das Kapland, insonderheit das Reich der Kapflora, das Waldgebiet und die Karroo, pflanzengeographisch dargestellt. Fischer, Jena 1908 (Digitalisat)
- Rudolf Marloth: The Flora of South Africa. Band 1, Darter Bros. & Co., Cape Town und William Wesley & Son, London 1913; Band 2, 1925; Band 3, 1932; Band 4, 1915 (Digitalisat von Band 1)
- Rudolf Marloth: Dictionary of the Common Names of Plants. Specialty Press of South Africa, Cape Town 1917 (Digitalisat)
- Rudolf Marloth: Cape Flowers at Home. 2 Teile, Darter Bros. & Co., Cape Town 1929 (Digitalisat Teil 1, Teil 2)